# Pesca al brumeo

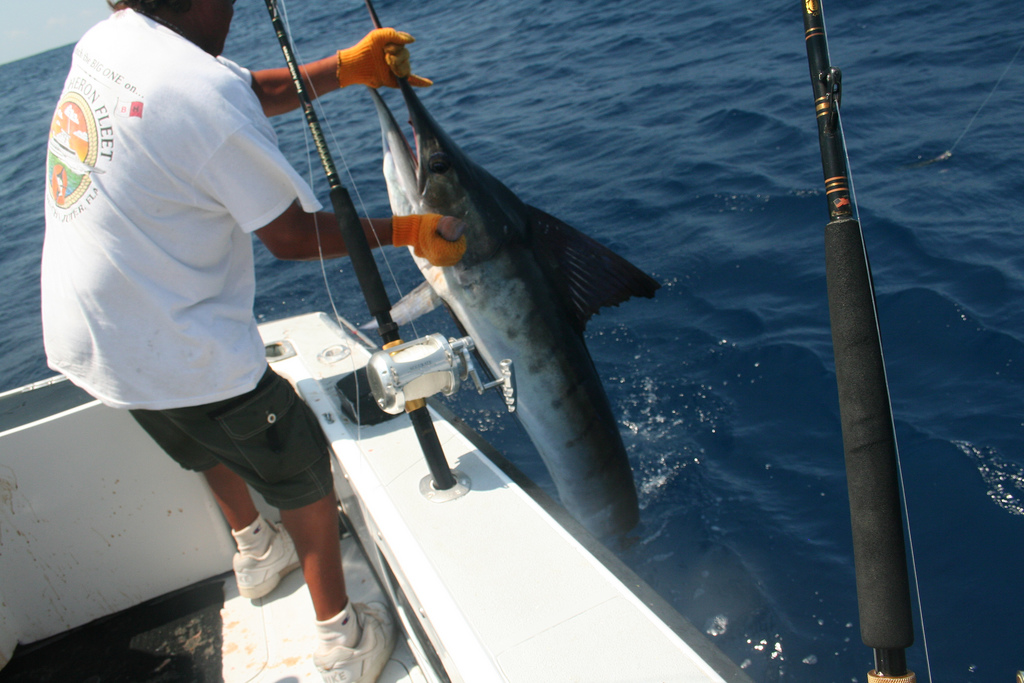
Demostración de pesca al brumeo

La pesca de altura es bastante similar a la pesca al curricán, pero en la pesca a brumeo o de altura cabe destacar que se realiza normalmente en alta mar y a profundidad, también otra diferencia importante es el cebado de las aguas con pequeños peces y medianos.
Esta técnica permite que junto a los grandes atunes puedan picar otras especies como zorros u otros escualos de gran tamaño. Pudiendo llegar a pesos grandes sobrepasando los cien kilos de peso.
Los aparejos deberán ser lo más resistentes posibles así como el equipamiento en cañas, carretes y perchas para poder capturar a estos grandes peces.
La pesca de altura la practican las flotas más importantes que disponen de barcos grandes bien equipados, que permanecer en alta mar semanas o meses.
Estos barcos llevan radares, para detectar los bancos de peces y la dirección y velocidad a la que estos se desplazan, y sónares, para medir la importancia de los bancos detectados. También tienen instalaciones de frío para conservar el 
pescado a bordo en perfectas condiciones.
- Datos: Q3512148